# Fruit Cove
Fruit Cove är en ort (CDP) i St. Johns County, i delstaten Florida, USA. Enligt United States Census Bureau har orten en folkmängd på 29 362 invånare (2010) och en landarea på 41,6 km².